# Łaputy
Łaputy (biał. Лапуты; ros. Лапуты) – wieś na Białorusi, w obwodzie witebskim, w rejonie dokszyckim, w sielsowiecie Dokszyce.
Dawniej wieś i majątek Łaputy.

## Historia
W czasach zaborów wieś i folwark leżały w granicach Imperium Rosyjskiego.
W dwudziestoleciu międzywojennym wieś i majątek Łaputy leżał w Polsce, w województwie wileńskim, w powiecie dziśnieńskim, w gminie Dokszyce.
Według Powszechnego Spisu Ludności z 1921 roku zamieszkiwało:
- wieś – 202 osoby, 21 były wyznania rzymskokatolickiego a 181 prawosławnego. Jednocześnie 8 mieszkańców zadeklarowało polską przynależność narodową, 193 białoruską a 1 inną. Było tu 46 budynków mieszkalnych[3]. W 1931 w 53 domach zamieszkiwały 244 osoby[4].
- majątek – 34 osoby, 12 było wyznania rzymskokatolickiego a 22 prawosławnego. Jednocześnie 15 mieszkańców zadeklarowało polską przynależność narodową, 19 białoruską a 1 inną. Było tu 5 budynków mieszkalnych[3]. W 1931 w 4 domach zamieszkiwało 48 osób[4].

Miejscowość należała do parafii rzymskokatolickiej i prawosławnej w Dokszycach. Podlegała pod Sąd Grodzki w Dokszycach i Okręgowy w Wilnie; właściwy urząd pocztowy mieścił się w Dokszycach.

## Urodzeni w Łaputach
- Józef Szuniewicz – polski doktor nauk technicznych, inżynier melioracji wodnych, poseł na Sejm PRL VI kadencji[6].